# Tomáš Týn
Tomáš Týn (Brno, 3 maggio 1950 – Neckargemünd, 1º gennaio 1990) è stato un filosofo e teologo ceco cattolico domenicano, che ha insegnato a lungo in Italia.

## Biografia
Educato in ambiente cattolico ed estimatore di san Domenico di Guzmán, iniziò il noviziato domenicano il 28 settembre 1969 a Warburg, in Vestfalia. Studiò a Bologna dove seguì il corso filosofico-teologico e conseguì la licenza.
Nel 1972 a soli 22 anni, pubblicò in latino un saggio in cui confutava la teologia morale di Karl Rahner. Secondo Tomáš Týn, Rahner «è caduto in errori teologici per il fatto di aver accolto delle falsità in filosofia. [...] Ogni errore del modernismo consiste nel fatto che esso non sa ponderare la relazione della ragione umana con la verità di fede cadendo o in un tradizionalismo irrazionale o in un razionalismo esagerato». Le falsità filosofiche erano secondo Týn quelle di certo esistenzialismo.
Il 29 giugno 1975 fu ordinato sacerdote da papa Paolo VI.
Avverso al comunismo, attribuì all'opposizione contro di esso l'origine della sua vocazione, come ricordò durante un'omelia su Fátima nel 1987: «è al comunismo che io debbo la mia vocazione religiosa e sia benedetto e ringraziato il Signore».
Conseguì il dottorato in teologia alla Pontificia Università San Tommaso d'Aquino, Angelicum di Roma nel 1978 con una dissertazione intitolata L'azione divina e la libertà umana nel processo della giustificazione secondo la dottrina di s. Tommaso d'Aquino.
Dal 1980 al 1985 è stato assistente ecclesiastico della comunità R/S del gruppo Scout AGESCI Castel Maggiore 1.
Dal 1987 insegnò come professore di teologia morale presso lo "Studium" domenicano di Bologna dove rientrò dopo l'ordinazione sacerdotale.
Ebbe un rapporto epistolare con l'allora cardinale Ratzinger, prefetto della Congregazione per la Dottrina della Fede e futuro papa Benedetto XVI, iniziato il 4 agosto 1985, festa di san Domenico. Tomáš Týn gli scrisse complimentandosi per il volume Rapporto sulla fede e per parlare anche dei problemi attuali della Chiesa. Il cardinale gli rispose dicendosi di essere in «piena concordanza» con lui.
Come ricorda Alberto Strumia, era un «estimatore delle grandi figure del movimento di Comunione e Liberazione allora viventi: don Luigi Giussani, il fondatore, don Francesco Ricci, che pubblicava la rivista CSEO-documentazione». Si capisce chiaramente il particolare apprezzamento per il lavoro di Ricci e del suo Centro Studi Europa Orientale, per via dell'attività di traduzione e pubblicazione dei testi dei dissidenti dei regimi comunisti. Anche su questa base, forte era la sintonia con il suo discepolo Marcello Landi.
Dopo aver offerto la propria vita in cambio della libertà d'azione delle Chiese della sua patria e degli altri paesi dell'Europa orientale, morì il 1º gennaio 1990 a Neckargemünd, in Germania, presso i genitori, a causa di un male improvviso manifestatosi negli ultimi mesi. Sulla sua tomba, a Neckargemünd, è riportato il verso del Salmo 42: Et introibo ad altare Dei, ad Deum qui laetificat juventutem meam.
La causa di beatificazione del servo di Dio padre Tomáš Josef Maria Týn è stata aperta dall'arcivescovo di Bologna cardinale Carlo Caffarra, il 6 febbraio 2006.

## Pensiero teologico
Teologicamente Tomáš Týn si concentrò sui temi della grazia, del libero arbitrio e della riscoperta della tradizione cattolica, che difese specialmente affermando che «senza questo amore per la tradizione non c'è vero cristianesimo». Il pensiero di Tomáš Týn è una visione d'assieme della dottrina cattolica presentata in modo sistematico, sia nel suo aspetto teologico sia in quello filosofico, alla scuola di san Tommaso d'Aquino.
Fu accusato di tradizionalismo poiché contrario al progressismo cattolico. Il suo biografo padre Cavalcoli lo definì come un «tradizionalista post conciliare», facendo notare che sebbene con posizioni contrarie al progressismo cattolico non ha mai rinnegato la sua fede nella Chiesa cattolica.

Molto dure furono le posizioni del religioso nei confronti del pacifismo, associato, a suo dire, al satanismo e allo gnosticismo:
(Omelia su Maria Santissima in tempo pasquale)

## Opere
Una bibliografia quanto possibile completa è  Bibliografia di Padre Tomáš Josef M. Týn OP, su L'Arte di Padre Tomas Tyn.
- Tomáš Týn, L'azione divina e la libertà umana nel processo della giustificazione secondo la dottrina di S. Tommaso d'Aquino. Il confronto tra l'azione divina e gli atti del libero arbitrio nella giustificazione, Roma, 1979. Tesi di Dottorato in Teologia presso la Pontificia Università "S. Tommaso d'Aquino" ("Angelicum"). Direttore di tesi P. Prof. Felice Lagutaine, OP. Estratto.
- Tomáš Týn, Metafisica della sostanza. Partecipazione e analogia entis, Bologna, Ed. Studio Domenicano, 1991, ISBN 88-7094-078-0. Nuova edizione a cura di padre Giovanni Cavalcoli O. P: Verona, Fede & Cultura, 2009, ISBN 978-88-6409-025-2.
- Tomáš Týn, Omelie sulle figure di santi del servo di Dio Padre Tomáš Týn O.P, Faenza, Carta bianca, 2007. Promosso dall'Associazione Figli Spirituali di Padre Tomáš Týn.
- Tomáš Týn, La beata sempre Vergine Maria Madre di Dio. Omelie mariane del servo di Dio padre Tomáš Týn O.P., a cura di Rosanna Schinco, Faenza, Carta bianca, 2009, ISBN 978-88-904361-1-6. Promosso dall'Associazione Figli Spirituali di Padre Tomáš Týn.
- Tomáš Týn, La forza della verità. Lezioni di teologia di P. Tomas Tyn OP, in La pipa di padre Tomas. Scritti teologici, Roma, IF Press, 2016, ISBN 978-88-6788-076-8. Di Gianni Torindo Battisti. Introduzione di Roberto Rivera. Prefazione di P. Giovanni Cavalcoli OP.